# Вдовиченко Максим Іванович
Вдовиченко Максим Іванович (*14 травня 1876, Зозів — †2 січня 1928, Франція) — український поет, перекладач. Справжнє ім'я та прізвище — Максим Гаврилюк.

## Біографія
Народ. 14 травня 1876 р. у с. Зозів тепер Липовецького р-ну Вінницької обл., навчався у дяка. Закінчив міську школу в Липівці. У 1897 р. переїхав до Києва. Був службовцем. Друкувався в журналах та антологіях «Літературно-науковий вісник», «Нова Громада», «Розвага», «Шершень», «Акорди» та ін. Був учасником національно-визвольних змагань українського народу, воював у армії С.Петлюри. У 1920 р. емігрував до Польщі, працював на хімічній фабриці в Гайнівці. Переїхав до Франції, брав активну участь у житті української громади. Помер 2 січня 1928 р. у Франції.

## Творчість
Автор збірки віршів «На хвилях смутку» (1911), друкованих у періодиці віршів, перекладів — О. Пушкіна, В. Короленка, А. Міцкевича, М. Конопніцької.
Окремі видання:
- Вдовиченко М. І. Вірші // Акорди: Антол. укр. лірики від смерті Шевченка / Упоряд. І. Франко. Репринт. вид. — К.: Веселка, 1991. — С. 318.
- Вдовиченко М. На хвилях смутку: Зб. віршів. — К.: Хвилі, 1911. — 94 с.